# Amicus Plato, sed magis amica veritas
Amicus Plato, sed magis amica veritas (j. pl: "Platon przyjacielem, lecz większą przyjaciółką prawda") – łacińska sentencja wyrażająca myśl, że prawda jest dla wypowiadającego cenniejsza niż relacje osobowe .

## Autorstwo
Autorstwo maksymy przypisuje się Arystotelesowi jako parafrazę zdania z jego Etyki nikomachejskiej (1096a15) : 

Zdaje się chyba jednak, że może lepiej jest i że trzeba dla ocalenia prawdy poświęcić nawet to, co jest nam bardzo bliskie, zwłaszcza jeśli się jest filozofem. Bo gdy jedno i drugie jest drogie, obowiązek nakazuje wyżej cenić prawdę (aniżeli przyjaciół)

.
Podobną myśl zawiera napisany wcześniej dialog Platona Fedon (91b/c):

[Z]abieram się do dowodu, Simiaszu i Kebesie, a wy, jeśli mnie posłuchacie, mało się będziecie troszczyli o Sokratesa, a o prawdę więcej znacznie, i jeśli się wam wyda, że prawdę powiem tu lub tam, zgódźcie się ze mną. A jeśli nie, to ciągnijcie w drugą stronę ze wszystkich sił; uważajcie, żebym z wielkiego zapału i siebie samego, i was w błąd nie wprowadził, i jak ta pszczoła nie zostawił żądła, a sam odleciał w świat.

.
Również Platon w Państwie (595b) pisze:

Trzeba to powiedzieć, chociaż mówić mi trudno: tak bardzom od dziecka nawykł lubić Homera i czcić... Ale nie należy człowieka cenić więcej niż prawdę, więc trzeba powiedzieć, co myślę.

.
Wypowiedzi te przyjęły formę łacińskiej sentencji w średniowieczu. W anonimowej kompilacji łacińskiej Vita Aristotelis (XIII w.) sentencja występuje w wersji: "Amicus Plato, sed magis amica veritas". Inną wersję podaje Roger Bacon, który w swoim Dziele większym (1267) pisze:

Nam Plato dicit: "Amicus est Socrates, magister meus, sed magis est amica veritas." Et Aristotelis dicit se magis velle consentire veritati, quam amicitiae Platonis, doctoris nostri. Haec ex Vita Aristotelis et primo Ethicorum, et libro Secretorum manifesta sunt.

## Późniejsze nawiązania
- Popularność w czasach nowożytnych sentencja zyskała dzięki powieści Don Kichot Miguela de Cervantesa (1615)[3][4]
- Isaac Newton rozpoczął swój Quaestiones quaedam philosophicae (zbiór notatek z czasów studiów w Cambridge w 1661) od zdania: "Amicus Plato amicus Aristoteles magis amica veritas."[5]